# Хуліан Гільєрмо
Хуліан Гіллермо Рохас (народився 28 лютого 1990, Богота, Колумбія) — колумбійський футболіст, півзахисник.

## Із біографії
Виступав за юнацькі збірні Колумбії до 17 і 20 років. У їх склдах відповідно провів 12 і 4 матчі.
На клубному рівні захищав кольори «Депортіво Пасто», «Онсе Кальдас», «Індепендьєнте Медельїн», «Індепендьєнте Санта-Фе» (Богота), «Кукута Депортіво» і аргентинського «Банфілда» (Буенос-Айрес).
Віцечемпіон Колумбії у складі «Індепендьєнте Медельїн» (2012К, 2014К).